# Kátia d'Angelo
Kátia Rebibout D'Angelo (Rio de Janeiro, 12 de dezembro de 1951) é uma atriz brasileira.

## Biografia
Nascida na capital do estado do Rio de Janeiro, trabalhava como instrumentadora cirúrgica quando começou a frequentar bares onde se falava muito em cinema e artes em geral. Estreou como atriz no teatro infantil, fazendo uma peça intitulada Faça Alguma Coisa pelo Coelho, em 1973, convidada pelo diretor Pedro Porfírio.
Em 1974 estreou na televisão, na telenovela Supermanuela, da Rede Globo de Televisão. Na mesma, rede atuou em telenovelas clássicas, como Escalada, Anjo Mau e Nina.
No cinema, estreou em Deliciosas Traições de Amor. Em 1979 fez seu filme de maior sucesso, O Caso Cláudia, baseado no famoso caso do homicídio de Cláudia Lessin Rodrigues, ocorrido no Rio de Janeiro.
Recebeu o Kikito de melhor atriz no Festival de Gramado, pela sua atuação no filme Barra Pesada, de Reginaldo Faria.
Kátia D'Ângelo posou nua para a edição brasileira da revista Playboy, na sua edição de quarto aniversário, em agosto de 1979 (edição n° 49).
Dirigiu uma das peças infantis de maior sucesso da década de 1990, Procura-se um Amigo, ficando em cartaz por vários anos no Rio de Janeiro. Revelou nomes como as atrizes Natália Lage e Taís Araújo.

## Carreira

### Cinema[2]
| Ano  | Título                      | Personagem            |
| ---- | --------------------------- | --------------------- |
| 1975 | A Extorsão                  | Secretária            |
| 1975 | Maníacos Eróticos           | —                     |
| 1975 | Deliciosas Traições do Amor | Empregada da Marquesa |
| 1975 | Ana, a Libertina            | —                     |
| 1976 | As Granfinas e o Camelô     | Dorinha               |
| 1976 | O Vampiro de Copacabana     | Vera                  |
| 1976 | Marília e Marina            | Marília               |
| 1977 | Gente Fina É Outra Coisa    | Elvira                |
| 1977 | Quem Matou Pacífico?        | Luzia                 |
| 1977 | Barra Pesada                | Ana                   |
| 1978 | Rastro de Sangue            | —                     |
| 1979 | O Caso Cláudia              | Flávia                |
| 1979 | Os Trombadinhas             | Ana Maria             |
| 1980 | La Conquista del Paraíso    | Iracema               |
| 1986 | Fulaninha                   | Rose                  |
| 1996 | O Lado Certo da Vida Errada | —                     |
| 2009 | Bela Noite para Voar        | Sara Kubitschek       |
| 2016 | Só pelo Amor Vale a Vida    | —                     |

### Televisão
| Ano  | Título                   | Personagem        | Notas                                              |
| ---- | ------------------------ | ----------------- | -------------------------------------------------- |
| 1974 | O Espigão                | Mulher de Padilha |                                                    |
| 1974 | Supermanoela             | Estudante         |                                                    |
| 1975 | Escalada                 | Vivian            |                                                    |
| 1976 | Anjo Mau                 | Tuninha           |                                                    |
| 1976 | Chico City               | —                 |                                                    |
| 1977 | Despedida de Casado      | Ana Isabel        |                                                    |
| 1977 | Nina                     | Maria Clara       |                                                    |
| 1978 | Pecado Rasgado           | Beatriz           |                                                    |
| 1979 | Carga Pesada             | Dequinha          | Episódio: "Adeus, Dequinha"                        |
| 1980 | As Três Marias           | Teresa            |                                                    |
| 1980 | O Bem Amado              | —                 | Episódio: "A Manifestança Beijoquista"             |
| 1981 | O Amor é Nosso           | Sandra            |                                                    |
| 1982 | Caso Verdade             | Laura             | Episódio: "A Última Gota"                          |
| 1982 | Sítio do Picapau Amarelo | —                 | Episódio: "Ali Babá, Emília e os Quarenta Ladrões" |
| 1985 | Uma Esperança no Ar      | Vitória           |                                                    |
| 1990 | Tele Tema                | —                 | Episódio: "Quem Fica em Casa é Caramujo"           |
| 1990 | Pantanal                 | Generosa          |                                                    |
| 2010 | Ti Ti Ti                 | Madame D'Angelo   |                                                    |